# Marek Medvesek
Marek Medvesek, ps. Oczko (ur. 1954 w Szczecinie jako Marek Krużel) – polski przestępca, przywódca „grupy Oczki”, niegdyś jednej z najbardziej wpływowych grup przestępczych w Polsce, szef szczecińskiego podziemia kryminalnego. W zakładach karnych i aresztach spędził w sumie ponad 15 lat. Przydomek nadano mu ze względu na brak jednego oka, które zastąpione zostało szkiełkiem.

## Życiorys
Początkowo mieszkał przy ulicy Żabiej w Żelechowej, dzielnicy Szczecina. Tam mieszkali też Marek Duda, ps. Duduś, i Jacek Pawlak, ps. Ślepy, z którymi Medvesek zaczynał swoją „karierę” przestępczą.
Oczko pracował jako bramkarz w klubie „Mała Scena Rozrywki” przy placu Szarych Szeregów. Tam zaczął poznawać osoby, z którymi w późniejszym czasie stworzył struktury przestępcze na terenie Szczecina. Wśród nich był Andrzej Zieliński, ps. Słowik, który pochodził z pobliskiego Stargardu. Praca ochroniarza nie przynosiła zbyt dużych dochodów, więc Oczko szukał sposobów na zarobienie większych pieniędzy. W połowie lat 80. wyjechał na krótko do Niemiec Zachodnich. Tam poznał Chorwatkę, ożenił się i przyjął jej nazwisko Medvesek. Po powrocie Oczki do Polski jego gang zajmował się napadami na przemytników z tirów. Pokrzywdzeni nie zgłaszali kradzieży, bo wozili nielegalny towar. Później grupa ściągała haracze z klubów nocnych i agencji towarzyskich. Oczko poruszał się żółtym samochodem Ferrari Testarossa.
Wraz z grupą pruszkowską zdecydowano się na przekręt papierosowy. Naczepę tira zapakowano kartonami z trocinami, ale trzy ostatnie rzędy były z papierosami Marlboro. Transakcji sprzedaży dokonano w szczecińskim hotelu Radisson Blu, a trefny towar sprzedano hurtownikowi z Gorzowa. Transport do hurtowni „Caro” zawiózł osobiście Andrzej Zieliński.
W maju 1997 do szczecińskiej prokuratury okręgowej wpłynął list wysłany przez Rafała Chwieduka, ps. Czarny, który ściśle związany był z grupą Oczki, i odpowiedzialny był za pion narkotykowy. Dzięki jego zeznaniom w lutym 1998 zaczęły się masowe aresztowania szczecińskich gangsterów. Oczko i jego kompani stanęli przed szczecińskim sądem, proces trwał półtora roku i zakończył się skazaniem Oczki za organizowanie i udział w zorganizowanej grupie lub związku przestępczym o charakterze zbrojnym (art. 258 k.k.), oraz za rozboje (art. 280 k.k) i wymuszenia rozbójnicze (art. 282 k.k.). Oczko dostał 13 lat pozbawienia wolności. Taki sam wyrok otrzymał Marek Duda, ps. Duduś. Niższe wyroki dostali członkowie grupy: Artur Rogoziński, ps. Tuła, i Marek Bochniak, ps. Kokaina. Wyrok został podtrzymany przez sąd w Poznaniu. W 1995 trójka rosyjskojęzycznych gangsterów wtargnęła do poznańskiego klubu „El Chico”, zabijając ochroniarza, a drugiego ciężko raniąc. Za pomoc zabójcom Oczko został skazany na 15 lat pozbawienia wolności, jednak po ogłoszeniu wyroku wyszedł na wolność, ponieważ – zgodnie z polskim prawem – mógł otrzymać łącznie karę 15 lat za wszystkie przestępstwa w grupie przestępczej. Opuścił zakład karny w sierpniu 2016.
12 lutego 2008 Marek Medvesek w procesie Janusza Treli (Krakowiaka) został skazany przez katowicki sąd na 25 lat pozbawienia wolności za zlecenie zabójstwa Białorusina Wiktora Fiszmana, który stawał się konkurencją dla gangu Oczki. Z przyczyn formalnych wyrok uchylono. Ponownie za to samo przestępstwo, w takim samym wymiarze kary, skazany został 12 października 2016. Zatrzymany został 10 sierpnia 2017 w Piasecznie, gdzie się ukrywał. Jest podejrzany o udział w zorganizowanej grupie przestępczej, która przemycała i handlowała narkotykami. W kwietniu 2018 został zwolniony z aresztu po wpłaceniu poręczenia majątkowego w wysokości 400 tys. zł.
Medvesek po raz kolejny stanął na ławie oskarżonych w 2024 roku, odpowiadając przed Sądem Okręgowym w Szczecinie za udział w zorganizowanej grupie przestępczej i wprowadzenie do obrotu amfetaminy. Postępowanie, zakończone w styczniu 2025 roku, było finałem policyjnej akcji z lipca 2017 roku, poprzedzonej ustaleniami Prokuratury Krajowej o jego udziale w procederze narkotykowym w listopadzie 2016 roku. Sprawa wyszła na jaw kilka miesięcy później, po złożeniu obciążających zeznań przez innego przestępcę. Z materiału dowodowego wynikało, że działalność Medveseka miała charakter międzynarodowy. Wyrokiem z 2025 roku sąd skazał go na karę łączną 5 lat i 10 miesięcy pozbawienia wolności oraz grzywnę w wysokości 25 tys. zł. Proces toczył się z wolnej stopy, a obrońcy zapowiedzieli apelację do Sądu Apelacyjnego w Szczecinie. W przypadku utrzymania wyroku w mocy kara mogłaby zostać odbyta w Hiszpanii, gdzie oskarżony mieszka od wielu lat.